# Сестола
Сѐстола (на италиански: Sestola, на местен диалект Sèstla, Сестъла) е малко градче и община в Северна Италия, провинция Модена, регион Емилия-Романя. Разположено е на 1020 m надморска височина. Населението на общината е 2541 души (към 2012 г.).